# Luís Oliveira
Luís Airton Oliveira Barroso (São Luís, 24 marzo 1969) è un allenatore di calcio ed ex calciatore brasiliano naturalizzato belga, di ruolo attaccante.

## Biografia
Crebbe in una famiglia poverissima nelle favelas di São Luís; aveva cinque fratelli, di cui tre vivevano con le rispettive famiglie nella sua casa. Suo padre era un calciatore del Maranhão Atlético Clube, un fratello (Hamilton) e una sorella giocavano a calcio così Luís li seguì e si tesserò per la Sociedade Esportiva Tupan.
A 15 anni, un osservatore argentino lo convinse a partecipare ad un provino e fu scelto come attaccante da portare in Europa. Si trasferì giovanissimo in Belgio, dove ottenne la nazionalità belga durante il suo periodo all'Anderlecht. Trasferitosi poi al Cagliari, in Sardegna conobbe la moglie ed ebbe tre figli.

## Caratteristiche tecniche
Attaccante dotato atleticamente e forte fisicamente nonostante la non eccessiva statura, era molto rapido e abile nel dribbling, caratteristiche che lo portavano in genere a lanciarsi verso la porta avversaria appena ricevuta palla.

## Carriera

### Giocatore

#### Club

##### Anderlecht
Nel 1985 è stato ingaggiato dalle giovanili dell'Anderlecht dopo aver disputato tre tornei in Spagna, Francia e Germania. In questi tornei, Oliveira ricevette una coppa come miglior giocatore del torneo. Ha iniziato a giocare subito come attaccante, nella posizione di seconda punta o fantasista e più raramente come prima punta. Nel marzo 1988 ha esordito nel massimo campionato belga: con i biancomalva belgi ha disputato 95 partite in campionato mettendo a segno 36 reti.

##### Cagliari
Nel 1992 il Cagliari lo ha acquistato per 6 miliardi di lire dopo averlo visto solo in videocassetta. Dopo qualche screzio nel precampionato con l'allenatore Carlo Mazzone, a causa del suo look giudicato "da circo", ha esordito in Serie A il 6 settembre nello 0-0 contro la Juventus. Con il Cagliari disputò la Coppa UEFA 1993-1994, raggiungendo le semifinali. Durante i suoi quattro anni trascorsi nella società isolana, Oliveira mise a segno 42 reti in Serie A e 4 in Coppa UEFA.

##### Fiorentina
Nel 1996 Lulù, come era stato soprannominato, passò alla Fiorentina per 9 miliardi più il cartellino di Giacomo Banchelli. Con i viola disputa tre stagioni, collezionando 95 presenze e 27 reti. Durante la sua permanenza in Toscana riesce a mettersi spesso in luce nel reparto offensivo viola. Con la Fiorentina vince il suo primo titolo in Italia, la Supercoppa italiana del 1996.

##### Ritorno a Cagliari
Tornato a Cagliari nel settembre 1999, rimase sull'isola una stagione sola, conclusasi con la retrocessione del Cagliari in serie B. Durante questa sua militanza Oliveira compie un record negativo: nella sfida contro la Reggina viene espulso dopo soli 50 secondi per un brutto intervento su Nenad Pralija il 12 dicembre 1999. Per 16 anni questa è stata l'espulsione più veloce nella storia della Serie A, prima che Mattia De Sciglio si facesse espellere dopo 42 secondi in un Napoli-Milan del 3 maggio 2015.

##### Bologna, Como e Catania
Al termine del campionato 1999-2000 si trasferisce al Bologna. In Emilia resta una sola stagione, in cui trova poco spazio: colleziona 17 presenze e una sola rete.
La stagione successiva si trasferisce al Como, con cui conquista la promozione in Serie A e raggiunge il titolo di capocannoniere della Serie B con 23 reti. In seguito ad alcuni problemi sorti con la dirigenza della squadra lombarda il rapporto si interrompe poco prima dell'inizio del campionato di serie A.
Nel settembre 2002 viene ingaggiato dal Catania. Diventa capitano e beniamino dei tifosi. Soprannominato il Falco (per il modo in cui festeggia ogni rete), in due anni colleziona 74 presenze e 27 gol ma successivamente viene messo fuori rosa dopo alcune prestazioni sottotono e dopo alcuni screzi con la tifoseria siciliana e soprattutto con l'allora presidente Luciano Gaucci.

##### Le serie minori
Nel 2004 si trasferisce al Foggia, in Serie C1, con il quale vive alcuni mesi senza riuscire a segnare alcuna rete in 14 presenze.
Nel gennaio 2005 firma con il Venezia, dove torna al gol ma non riesce nell'impresa di salvare la squadra dalla retrocessione. Rimasto senza contratto per il fallimento dei lagunari, nell'estate del 2005 torna in C1, accasandosi alla Lucchese.
Nel campionato 2006-07 torna in Sardegna, avvicinandosi alla famiglia, firmando per la Nuorese, neopromossa in Serie C2 con cui disputa due discrete stagioni condite da 25 centri. Nel luglio del 2008 si accorda con il Derthona, disputando il campionato di Serie D e indossando la maglia bianconera di Tortona. Lulù è il calciatore più famoso e quotato che la città abbia mai avuto fra le sue file calcistiche.
Nel 2009 decide di scendere ulteriormente di categoria, in Eccellenza Sarda, per militare nella formazione del Muravera. 
Con la squadra sarda gioca un campionato ad alti livelli, segnando un buon numero di gol e attirandosi le simpatie della tifoseria e della città intera.
Luís Oliveira nella seconda parte della stagione 2009-2010, disputata in Eccellenza Sarda, ha ricoperto il doppio ruolo di allenatore e giocatore del Muravera. Il 27 dicembre 2010 ha inaugurato presso il campo di calcio di Muravera, assieme agli altri tecnici del centro, il nuovo centro equestre "Il falco".
Nella stagione 2010-2011 il ruolo di allenatore del Muravera Calcio è passato a Stefano Senigagliesi. Oliveira, dopo aver terminato la stagione regolare al 4º posto in classifica ha disputato i playoff con il suo Muravera uscendo il 1º maggio del 2011 in semifinale, battuto 3-0 nella gara secca giocata ad Alghero contro la S.S. Fertilia.

#### Nazionale
Ha totalizzato 7 reti in 31 presenze con la maglia della nazionale belga (con la quale ha scelto di giocare una volta ottenuto il passaporto) tra il 1992 (ha esordito e segnato il suo primo gol il 26 febbraio, in occasione della sconfitta per 2-1 contro la Tunisia) e il 1999. Ha disputato il Mondiale di Francia 1998.

### Allenatore
Nel marzo del 2012 ritorna sulla panchina del Muravera per sostituire Stefano Senigagliesi.
Il 16 gennaio 2013, battendo in finale l'Olbia per 2-0, conquista la Coppa Italia di Eccellenza.
Nel marzo del 2013 viene premiato dalla Lega Nazionale Dilettanti come miglior allenatore d'Italia delle squadre dilettantistiche.
Il 31 luglio 2014 è presentato come allenatore della Pro Patria, in Lega Pro; si tratta della sua prima panchina fra i professionisti.. L'esperienza sulla panchina della squadra di Busto Arsizio, però, si conclude dopo 11 giornate, con 8 punti conquistati ed un bilancio di 1 vittoria, 5 pareggi e 5 sconfitte; il 4 novembre 2014 viene annunciato il suo esonero.
Il 14 giugno 2015 diventa il nuovo allenatore del Floriana. Porta la squadra maltese al quinto posto in campionato; il 15 giugno 2016 al suo posto torna Giovanni Tedesco.
Nel giugno del 2017 fa ritorno al Muravera, stavolta nelle vesti di allenatore.
Nell'estate 2018 ritorna al Floriana, salvo essere esonerato a stagione in corso.
Per il 2020-21 diviene il nuovo allenatore della formazione Juniores del Campodarsego.
Dalla stagione 2022-23 allena la formazione   Giovanissimi dell'ASD Galaxy FC.

## Riconoscimenti
Il Cagliari lo ha inserito nella sua Hall of Fame. Nel 2024 ha ricevuto il Premio Costa Rossa Festival delle Arti (Trinità d'Agultu e Vignola) per la sua carriera, esempio di riscatto ottenuto attraverso valori profondi e disciplina.

## Statistiche
Tra club e nazionale maggiore, Luís Oliveira ha giocato globalmente più di 758 partite segnando più di 253 reti, alla media di 0,33 gol a partita.

### Presenze e reti nei club
| Stagione          | Squadra           | Campionato        | Campionato | Campionato | Coppe nazionali | Coppe nazionali | Coppe nazionali | Coppe continentali | Coppe continentali | Coppe continentali | Altre coppe | Altre coppe | Altre coppe | Totale | Totale |
| Stagione          | Squadra           | Comp              | Pres       | Reti       | Comp            | Pres            | Reti            | Comp               | Pres               | Reti               | Comp        | Pres        | Reti        | Pres   | Reti   |
| ----------------- | ----------------- | ----------------- | ---------- | ---------- | --------------- | --------------- | --------------- | ------------------ | ------------------ | ------------------ | ----------- | ----------- | ----------- | ------ | ------ |
| 1987-1988         | Anderlecht        | D1                | 5          | 0          | CB              | 4               | 0               | -                  | -                  | -                  | SB          | 0           | 0           | 9      | 0      |
| 1988-1989         | Anderlecht        | D1                | 1          | 0          | CB              | 0               | 0               | CdC                | 0                  | 0                  | SB          | 0           | 0           | 1      | 0      |
| 1989-1990         | Anderlecht        | D1                | 26         | 8          | CB              | 4               | 2               | CdC                | 6                  | 0                  | -           | -           | -           | 36     | 10     |
| 1990-1991         | Anderlecht        | D1                | 33         | 18         | CB              | 3               | 2               | CU                 | 8                  | 1                  | -           | -           | -           | 44     | 21     |
| 1991-1992         | Anderlecht        | D1                | 31         | 10         | CB              | 2               | 1               | CC                 | 10                 | 1                  | SB          | 1           | 1           | 44     | 13     |
| Totale Anderlecht | Totale Anderlecht | Totale Anderlecht | 96         | 36         |                 | 13              | 5               |                    | 24                 | 2                  | -           | 1           | 1           | 134    | 44     |
| 1992-1993         | Cagliari          | A                 | 29         | 7          | CI              | 3               | 2               | -                  | -                  | -                  | -           | -           | -           | 32     | 9      |
| 1993-1994         | Cagliari          | A                 | 29         | 12         | CI              | 2               | 0               | CU                 | 10                 | 4                  | -           | -           | -           | 41     | 16     |
| 1994-1995         | Cagliari          | A                 | 30         | 7          | CI              | 2               | 0               | -                  | -                  | -                  | -           | -           | -           | 32     | 7      |
| 1995-1996         | Cagliari          | A                 | 33         | 15         | CI              | 4               | 2               | -                  | -                  | -                  | -           | -           | -           | 37     | 17     |
| 1996-1997         | Fiorentina        | A                 | 31         | 9          | CI              | 1               | 0               | CdC                | 7                  | 0                  | SI          | 1           | 0           | 40     | 9      |
| 1997-1998         | Fiorentina        | A                 | 33         | 15         | CI              | 3               | 0               | -                  | -                  | -                  | -           | -           | -           | 36     | 15     |
| 1998-1999         | Fiorentina        | A                 | 30         | 2          | CI              | 8               | 0               | CU                 | 1                  | 0                  | -           | -           | -           | 39     | 2      |
| ago. 1999         | Fiorentina        | A                 | 1          | 0          | CI              | 0               | 0               | UCL                | 0                  | 0                  | -           | -           | -           | 1      | 0      |
| Totale Fiorentina | Totale Fiorentina | Totale Fiorentina | 95         | 26         |                 | 12              | 0               |                    | 8                  | 0                  |             | 1           | 0           | 116    | 26     |
| ago. 1999-2000    | Cagliari          | A                 | 24         | 4          | CI              | 7               | 2               | -                  | -                  | -                  | -           | -           | -           | 31     | 6      |
| Totale Cagliari   | Totale Cagliari   | Totale Cagliari   | 145        | 45         |                 | 18              | 6               |                    | 10                 | 4                  |             |             |             | 173    | 55     |
| 2000-2001         | Bologna           | A                 | 17         | 1          | CI              | 2               | 0               | -                  | -                  | -                  | -           | -           | -           | 19     | 1      |
| 2001-2002         | Como              | B                 | 38         | 23         | CI              | 7               | 4               | -                  | -                  | -                  | -           | -           | -           | 45     | 27     |
| 2002-2003         | Catania           | B                 | 38         | 13         | CI              | 1               | 1               | -                  | -                  | -                  | -           | -           | -           | 35     | 15     |
| 2003-2004         | Catania           | B                 | 35         | 13         | CI              | 0               | 0               | -                  | -                  | -                  | -           | -           | -           | 38     | 13     |
| Totale Catania    | Totale Catania    | Totale Catania    | 73         | 26         |                 | 1               | 1               |                    | -                  | -                  |             | -           | -           | 74     | 27     |
| 2004-gen. 2005    | Foggia            | C1                | 14         | 0          | CI-C            | 0               | 0               | -                  | -                  | -                  | -           | -           | -           | 14     | 0      |
| gen.-giu. 2005    | Venezia           | B                 | 17         | 5          | CI              | -               | -               | -                  | -                  | -                  | -           | -           | -           | 17     | 5      |
| 2005-2006         | Lucchese          | C1                | 20         | 3          | CI+CI-C         | 0               | 0               |                    | -                  | -                  | -           | -           | -           | 20     | 3      |
| 2006-2007         | Nuorese           | C2                | 32+2       | 10+1       | CI-C            | 3               | 2               | -                  | -                  | -                  | -           | -           | -           | 37     | 13     |
| 2007-2008         | Nuorese           | C2                | 31         | 15         | CI-C            | 3               | 0               | -                  | -                  | -                  | -           | -           | -           | 34     | 15     |
| Totale Nuorese    | Totale Nuorese    | Totale Nuorese    | 63+2       | 25+1       |                 | 6               | 2               |                    | -                  | -                  |             | -           | -           | 71     | 28     |
| 2008-2009         | Derthona          | D                 | 35         | 17         | CI-D            | 0               | 0               | -                  | -                  | -                  | -           | -           | -           | 35     | 17     |
| 2009-2010         | Muravera          | Ecc.              | ?          | 15         | CI-DS           | 0               | 0               | -                  | -                  | -                  | -           | -           | -           | ?      | 15     |
| Totale carriera   | Totale carriera   | Totale carriera   | 627        | 223        |                 | 56              | 17              |                    | 42                 | 6                  |             | 2           | 1           | 727    | 247    |

### Cronologia presenze e reti in nazionale
| Cronologia completa delle presenze e delle reti in nazionale ― Belgio | Cronologia completa delle presenze e delle reti in nazionale ― Belgio | Cronologia completa delle presenze e delle reti in nazionale ― Belgio | Cronologia completa delle presenze e delle reti in nazionale ― Belgio | Cronologia completa delle presenze e delle reti in nazionale ― Belgio | Cronologia completa delle presenze e delle reti in nazionale ― Belgio | Cronologia completa delle presenze e delle reti in nazionale ― Belgio | Cronologia completa delle presenze e delle reti in nazionale ― Belgio |
| Data                                                                  | Città                                                                 | In casa                                                               | Risultato                                                             | Ospiti                                                                | Competizione                                                          | Reti                                                                  | Note                                                                  |
| --------------------------------------------------------------------- | --------------------------------------------------------------------- | --------------------------------------------------------------------- | --------------------------------------------------------------------- | --------------------------------------------------------------------- | --------------------------------------------------------------------- | --------------------------------------------------------------------- | --------------------------------------------------------------------- |
| 26-2-1992                                                             | Tunisi                                                                | Tunisia                                                               | 2 – 1                                                                 | Belgio                                                                | Amichevole                                                            | 1                                                                     |                                                                       |
| 22-4-1992                                                             | Anderlecht                                                            | Belgio                                                                | 1 – 0                                                                 | Cipro                                                                 | Qual. Mondiali 1994                                                   | -                                                                     |                                                                       |
| 3-6-1992                                                              | Toftir                                                                | Fær Øer                                                               | 0 – 3                                                                 | Belgio                                                                | Qual. Mondiali 1994                                                   | -                                                                     | 63’                                                                   |
| 31-3-1993                                                             | Cardiff                                                               | Galles                                                                | 2 – 0                                                                 | Belgio                                                                | Qual. Mondiali 1994                                                   | -                                                                     | 46’                                                                   |
| 22-5-1993                                                             | Anderlecht                                                            | Belgio                                                                | 3 – 0                                                                 | Fær Øer                                                               | Qual. Mondiali 1994                                                   | -                                                                     | 76’                                                                   |
| 13-10-1993                                                            | Bucarest                                                              | Romania                                                               | 2 – 1                                                                 | Belgio                                                                | Qual. Mondiali 1994                                                   | -                                                                     | 71’                                                                   |
| 17-11-1993                                                            | Anderlecht                                                            | Belgio                                                                | 0 – 0                                                                 | Cecoslovacchia                                                        | Qual. Mondiali 1994                                                   | -                                                                     | 52’                                                                   |
| 16-2-1994                                                             | Ta' Qali                                                              | Malta                                                                 | 1 – 0                                                                 | Belgio                                                                | Amichevole                                                            | -                                                                     | 60’                                                                   |
| 7-9-1994                                                              | Anderlecht                                                            | Belgio                                                                | 2 – 0                                                                 | Armenia                                                               | Qual. Euro 1996                                                       | -                                                                     |                                                                       |
| 12-10-1994                                                            | Copenaghen                                                            | Danimarca                                                             | 3 – 1                                                                 | Belgio                                                                | Qual. Euro 1996                                                       | -                                                                     | 76’                                                                   |
| 27-3-1996                                                             | Bruxelles                                                             | Belgio                                                                | 0 – 2                                                                 | Francia                                                               | Amichevole                                                            | -                                                                     |                                                                       |
| 29-5-1996                                                             | Cremona                                                               | Italia                                                                | 2 – 2                                                                 | Belgio                                                                | Amichevole                                                            | -                                                                     |                                                                       |
| 31-8-1996                                                             | Bruxelles                                                             | Belgio                                                                | 2 – 1                                                                 | Turchia                                                               | Qual. Mondiali 1998                                                   | 1                                                                     | 84’                                                                   |
| 9-10-1996                                                             | Serravalle                                                            | San Marino                                                            | 0 – 3                                                                 | Belgio                                                                | Qual. Mondiali 1998                                                   | -                                                                     | 80’                                                                   |
| 14-12-1996                                                            | Bruxelles                                                             | Belgio                                                                | 0 – 3                                                                 | Paesi Bassi                                                           | Qual. Mondiali 1998                                                   | -                                                                     |                                                                       |
| 29-3-1997                                                             | Cardiff                                                               | Galles                                                                | 1 – 2                                                                 | Belgio                                                                | Qual. Mondiali 1998                                                   | -                                                                     | 80’                                                                   |
| 30-4-1997                                                             | Istanbul                                                              | Turchia                                                               | 1 – 3                                                                 | Belgio                                                                | Qual. Mondiali 1998                                                   | 3                                                                     |                                                                       |
| 7-6-1997                                                              | Bruxelles (comune)                                                    | Belgio                                                                | 6 – 0                                                                 | San Marino                                                            | Qual. Mondiali 1998                                                   | 1                                                                     |                                                                       |
| 6-9-1997                                                              | Bruxelles                                                             | Paesi Bassi                                                           | 3 – 1                                                                 | Belgio                                                                | Qual. Mondiali 1998                                                   | -                                                                     | 17’                                                                   |
| 11-10-1997                                                            | Bruxelles                                                             | Belgio                                                                | 3 – 2                                                                 | Galles                                                                | Qual. Mondiali 1998                                                   | -                                                                     | 57’                                                                   |
| 15-11-1997                                                            | Bruxelles (comune)                                                    | Belgio                                                                | 2 – 1                                                                 | Irlanda                                                               | Qual. Mondiali 1998                                                   | 1                                                                     |                                                                       |
| 25-3-1998                                                             | Bruxelles                                                             | Belgio                                                                | 2 – 2                                                                 | Norvegia                                                              | Amichevole                                                            | -                                                                     | 77’                                                                   |
| 22-4-1998                                                             | Bruxelles                                                             | Belgio                                                                | 1 – 1                                                                 | Romania                                                               | Amichevole                                                            | -                                                                     | 69’                                                                   |
| 27-5-1998                                                             | Casablanca                                                            | Francia                                                               | 1 – 0                                                                 | Belgio                                                                | Trofeo di calcio Hassan II 1998                                       | -                                                                     | 85’                                                                   |
| 3-6-1998                                                              | Bruxelles                                                             | Belgio                                                                | 2 – 0                                                                 | Colombia                                                              | Amichevole                                                            | -                                                                     | 44’ 80’                                                               |
| 6-6-1998                                                              | Bruxelles                                                             | Belgio                                                                | 1 – 0                                                                 | Paraguay                                                              | Amichevole                                                            | -                                                                     | 87’                                                                   |
| 13-6-1998                                                             | Parigi                                                                | Paesi Bassi                                                           | 0 – 0                                                                 | Belgio                                                                | Mondiali 1998 - 1º turno                                              | -                                                                     | 59’                                                                   |
| 20-6-1998                                                             | Bordeaux                                                              | Messico                                                               | 2 – 2                                                                 | Belgio                                                                | Mondiali 1998 - 1º turno                                              | -                                                                     |                                                                       |
| 25-6-1998                                                             | Parigi                                                                | Corea del Sud                                                         | 1 – 1                                                                 | Belgio                                                                | Mondiali 1998 - 1º turno                                              | -                                                                     | 46’                                                                   |
| 27-3-1999                                                             | Bruxelles                                                             | Belgio                                                                | 0 – 1                                                                 | Bulgaria                                                              | Amichevole                                                            | -                                                                     | 81’                                                                   |
| 30-3-1999                                                             | Liegi                                                                 | Belgio                                                                | 0 – 1                                                                 | Egitto                                                                | Amichevole                                                            | -                                                                     | 62’                                                                   |
| Totale                                                                |                                                                       | Presenze                                                              | 31                                                                    |                                                                       | Reti                                                                  | 7                                                                     |                                                                       |

### Record
- Miglior marcatore in Europa nella storia del Cagliari: 4 gol in 6 presenze (a pari merito con Gigi Riva).[32]

### Statistiche da allenatore
Statistiche aggiornate al 10 aprile 2018. In grassetto le competizioni vinte.
| Stagione        | Squadra         | Campionato      | Campionato | Campionato | Campionato | Campionato | Coppe nazionali | Coppe nazionali | Coppe nazionali | Coppe nazionali | Coppe nazionali | Coppe continentali | Coppe continentali | Coppe continentali | Coppe continentali | Coppe continentali | Altre coppe | Altre coppe | Altre coppe | Altre coppe | Altre coppe | Totale | Totale | Totale | Totale | % Vittorie | Piazzamento    |
| Stagione        | Squadra         | Comp            | G          | V          | N          | P          | Comp            | G               | V               | N               | P               | Comp               | G                  | V                  | N                  | P                  | Comp        | G           | V           | N           | P           | G      | V      | N      | P      | %          | Piazzamento    |
| --------------- | --------------- | --------------- | ---------- | ---------- | ---------- | ---------- | --------------- | --------------- | --------------- | --------------- | --------------- | ------------------ | ------------------ | ------------------ | ------------------ | ------------------ | ----------- | ----------- | ----------- | ----------- | ----------- | ------ | ------ | ------ | ------ | ---------- | -------------- |
| 2010-2011       | Muravera        | Ecc.            | 34         | 17         | 10         | 7          | CI-DS           | 2               | 1               | 0               | 1               | -                  | -                  | -                  | -                  | -                  | -           | -           | -           | -           | -           | 36     | 18     | 10     | 8      | 50,00      | 4º             |
| 2011-2012       | Muravera        | Ecc.            | 7          | 3          | 2          | 2          | CI-DS           | -               | -               | -               | -               | -                  | -                  | -                  | -                  | -                  | -           | -           | -           | -           | -           | 7      | 3      | 2      | 2      | 42,86      | Subentrato, 8º |
| 2012-2013       | Muravera        | Ecc.            | 30         | 15         | 6          | 9          | CI-DS+CI-D      | 7+3             | 3+1             | 4               | 0+2             | -                  | -                  | -                  | -                  | -                  | -           | -           | -           | -           | -           | 40     | 19     | 10     | 11     | 47,50      | 3º             |
| 2013-2014       | Muravera        | Ecc.            | 30         | 13         | 4          | 13         | CI-DS           | 2               | 0               | 0               | 2               | -                  | -                  | -                  | -                  | -                  | -           | -           | -           | -           | -           | 32     | 13     | 4      | 15     | 40,63      | 8º             |
| Totale Muravera | Totale Muravera | Totale Muravera | 101        | 48         | 22         | 31         |                 | 14              | 5               | 4               | 5               |                    | -                  | -                  | -                  | -                  |             | -           | -           | -           | -           | 115    | 53     | 26     | 36     | 46,09      |                |
| 2014-2015       | Pro Patria      | LP              | 11         | 1          | 5          | 5          | CI-LP           | 2               | 0               | 1               | 1               | -                  | -                  | -                  | -                  | -                  | -           | -           | -           | -           | -           | 13     | 1      | 6      | 6      | &7,69      | Esonerato      |
| 2015-2016       | Floriana        | PL              | 33         | 18         | 4          | 11         | CM              | 3               | 2               | 0               | 1               | -                  | -                  | -                  | -                  | -                  | -           | -           | -           | -           | -           | 36     | 20     | 4      | 12     | 55,56      | 5º             |
| 2017-2018       | Muravera        | Ecc.            | 30         | 11         | 8          | 11         | CI-DS           | 6               | 1               | 3               | 2               | -                  | -                  | -                  | -                  | -                  | -           | -           | -           | -           | -           | 36     | 12     | 11     | 13     | 33,33      | 7º             |
| Totale Muravera | Totale Muravera | Totale Muravera | 131        | 59         | 30         | 42         |                 | 20              | 6               | 7               | 7               |                    | -                  | -                  | -                  | -                  |             | -           | -           | -           | -           | 151    | 65     | 37     | 49     | 43,05      |                |
| Totale carriera | Totale carriera | Totale carriera | 175        | 78         | 39         | 58         |                 | 25              | 8               | 8               | 9               |                    | -                  | -                  | -                  | -                  |             | -           | -           | -           | -           | 200    | 86     | 47     | 67     | 43,00      |                |

## Palmarès

### Giocatore

#### Club
- Supercoppa del Belgio: 1

Anderlecht: 1987
- Coppa del Belgio: 2

Anderlecht: 1987-1988, 1988-1989
- Campionato belga: 1

Anderlecht: 1990-1991
- Supercoppa italiana: 1

Fiorentina: 1996
- Campionato italiano di Serie B: 1

Como: 2001-2002

#### Individuale
- Capocannoniere della Serie B: 1

2001-2002 (23 gol)

### Allenatore

#### Club
- Coppa Italia Dilettanti Sardegna: 1 
 Muravera: 2012-2013
- Supercoppa Regionale Sardegna:1 
 Muravera: 2012-2013

#### Individuale
- Miglior allenatore d'Italia Dilettanti: 2013